# John Ponsonby (generał)
John Ponsonby (ur. 25 marca 1866, zm. 26 marca 1952) – brytyjski dowódca wojskowy, generał major British Army.

## Życiorys
Urodził się 25 marca 1866 w rodzinie brytyjskich arystokratów o długich tradycjach wojskowych. Najstarszy syn gen. mjr Henry'ego Ponsonby'ego (1825–1895) i Mary Bulteel – córki Johna Bulteela, wnuk gen. mjr Fredericka Cavendisha Ponsonby'ego (1783–1837) i lady Emily Bathurst – córki Henry;ego Bathursta, 3. hrabiego Bathurst, prawnuk Fredericka Ponsonby'ego, 3. hrabiego Bessborough i lady Henrietty Spencer, córki Johna Spencera, 1. hrabiego Spencer.
Do armii wstąpił w 1893. Jego chrztem bojowym był udział w pierwszej wojnie z plemieniem Ndebele w Zimbabwe w 1894. W 1898 wszedł w skład wojsk tłumiących powstanie w Ugandzie. W latach 1899–1902 brał udział w II wojnie burskiej i został wymieniony w sprawozdaniu. Walczył również podczas I wojny światowej, gdzie został ranny, siedmiokrotnie był wymieniony w sprawozdaniu. W 1915 objął dowodzenie nad 2 Brygadą Gwardii. W 1917 został dowódcą 40 Dywizji Piechoty. W 1918 otrzymał awans na generała majora (Major General). W 1939 zrezygnował z czynnej służby.
21 grudnia 1935 poślubił Mary Robley (1901–2003), córkę Thomasa Robleya. Małżeństwo to nie doczekało się potomstwa.

## Odznaczenia
- Krzyż Komandorski z Gwiazdą Orderu Łaźni (Wielka Brytania)
- Krzyż Komandorski Orderu Łaźni (Wielka Brytania)
- Krzyż Kawalerski Orderu Świętego Michała i Świętego Jerzego (Wielka Brytania)
- Order Wybitnej Służby (Distinguished Service Order, 1902, Wielka Brytania)
- Mentioned in Despatches – ośmiokrotnie (Wielka Brytania)
- Komandor Orderu Leopolda (Commandeur Ordre de Léopold, Belgia)
- Krzyż Wojenny 1914–1918 (Croix de Guerre 1914–1918, Belgia)
- Oficer Orderu Legii Honorowej (Officier Légion d'honneur, Francja)
- Krzyż Wojenny 1914–1918 (Croix de Guerre 1914–1918, Francja)